# Acceptance (episodio de Wilfred)
«Acceptance» (En español: «Aceptación») es el cuarto episodio de la primera temporada de la serie de humor negro Wilfred. Se estrenó originalmente en los Estados Unidos el 14 de julio de 2011 Mediante FX. En el episodio Ryan trata de reconciliarse con su hermana.

## Cita del comienzo
"La felicidad sólo puede existir en la aceptación."
George Orwell

## Argumento
Cuando Ryan regresa a casa después de una rutina de ejercicio, se encuentra con una bolsa en la puerta con comida y deduce que es de Kristen. Ryan se siente culpable porque Kristen quiere ser buena con él y él sólo respondió que se marchara de su vida. Al día siguiente Ryan y Wilfred esperan en el automóvil la llegada de Kristen, quien al intentar colocar una bolsa de comida se cae con una guitarra eléctrica. Estando adentro Ryan ayuda a Kristen poniéndole una bolsa de hielo en la zona inflamada, pero mientras hablan, se escucha un sonido de guitarra. Ryan se dirige al sótano donde se encuentra a Wilfred tocando la guitarra eléctrica y este le pide que se aliste para formar una banda, pero Ryan declina la invitación por tener que cuidar a Kristen. Por eso Jenna y Ryan optan por llevarlo a una guardería de animales. El encargado, llamado Daryl, se encuentra con ellos y se les asegura que se encontrará bien añadiendo que "jugará con las pelotas".
Más tarde, Kristen se sorprende de que Ryan sea puntual y responsable. Mientras espera a Wilfred llama a la guardería donde pregunta por Wilfred, recibiendo una respuesta positiva y diciendo que a Wilfred le encanta la mantequilla de maní. Cuando Kristen sale de la cesárea que tuvo que hacer y le propone a Ryan ir a almorzar, este prefiere ir primero a buscar a Wilfred, pero Kristen logra convencerlo de ir primero a almorzar. Más tarde, se dirige a la guardería. 
En casa, Ryan se siente feliz debido a que parece que Kristen lo está aceptando tal y como es.  Wilfred se muestra muy serio, en casa. Wilfred se orina en la pared en "señal de auxilio". En un principio Ryan cree que es porque llegó tarde a recogerlo, por lo que Wilfred contesta que Daryl no hizo nada malo. Ryan comienza a sospechar por la actitud y le propone ir a pasear. En un parque, Ryan le compra un helado de mantequilla de maní. Wilfred indispuesto y llorando se lo come. Es entonces cuando Ryan recuerda las palabras de Daryl (Wilfred jugará con las pelotas y la afirmación de que le encanta la mantequilla de maní). 
En casa Ryan pide a Wilfred que le explique la situación, Wilfred responde que Daryl se puso mantequilla en los genitales. En ese momento llama Kristen a Ryan para pedirle ayuda de nuevo, ya que el esguince de su pie no está totalmente curado. Ryan no accede, diciéndole que estará ocupado con un amigo. Ryan le promete que nunca volverá a la guardería pero Wilfred insiste ir a por Oso, un peluche que le tiene cariño. Debido a eso Ryan piensa que todo eso es una mentira más de Wilfred. Entonces llama de nuevo a Kristen para cambiar de planes y acompañarla. Mientras maneja Ryan ve a un perro y recuerda a Wilfred quien desesperadamente quiere salir del lugar.
Cuando se cancela una cita que tenía, Kristen se le ocurre llevar a que le corten el cabello a Ryan. Antes de que comiencen a cortarlo, Wilfred llama a Ryan quien está asustado debido a que Daryl fue a buscar la mantequilla. Ryan mantiene una pequeña discusión con Kristen, donde lo único que le pide es que lo acepte. Entonces se dirige hacia la guardería. Al llegar exige llevárselo. Daryl dice que solamente Jenna se lo puede llevar. Sin importarle se lo lleva, pero Daryl no acepta que se lleven a Oso. Entonces Ryan le apunta con un arma de juguete y se van. Más tarde "entrenan" para así formar una banda.

## Recepción

### Audiencia
Según Tvbybnumbers el episodio fue visto por 1.56 millones de televidentes en su estreno original.

### Recepción crítica
Kaili Markley de The Game Effect comentó: "Parte del éxito de Wilfred radica en el hecho de que, como espectadores, estamos en constante incertidumbre sobre lo que es "real". No es la pregunta obvia: -¿Qué es Wilfred? ¿Un verdadero gurú canino hablador o producto de la psiquismo desquiciado de Ryan?- Pero más allá de eso, cada semana, no estamos seguros de qué y cuánto está orquestada por Wilfred, ¿cuánto de un papel que desempeña en la construcción, y la ficcionalización, los acontecimientos en la vida de Ryan.
Matt Richenthal de TV Fanatic dio al episodio un 4.0 sobre 5.0 diciendo: "He sido crítico de la serie de FX por confiar demasiado en el concepto de un hombre vestido con un traje de perro, pero yo soy un fanático de los juegos de palabras. ¿Lo anterior nombrado del centro de atención canina de Wilfred? sobre "Acceptance" fue suficiente para hacerme fan de este episodio."